# 大同经济技术开发区
大同经济技术开发区是中华人民共和国山西省大同市云州区下辖的一个类似乡级单位。

## 行政区划
大同经济技术开发区下辖以下村级行政区划单位：
七里村、医药一类似社区、医药二类似社区、樊庄村和蔚州疃村。